# 11432 Kerkhoven
A 11432 Kerkhoven (ideiglenes jelöléssel 1052 T-2) a Naprendszer kisbolygóövében található aszteroida. Cornelis Johannes van Houten,  Ingrid van Houten-Groeneveld és Tom Gehrels fedezte fel 1973. szeptember 29-én.